# Torrin Lawrence
Torrin Lawrence (ur. 11 kwietnia 1989, zm. 28 lipca 2014) – amerykański lekkoatleta, sprinter.

## Życiorys
W maju 2014 wszedł w skład amerykańskiej sztafety 4 × 400 metrów, która biegła w eliminacjach IAAF World Relays. Lawrence nie znalazł się w składzie na bieg finałowy, a jego koledzy z reprezentacji wywalczyli złoty medal.
Medalista mistrzostw NCAA.
Zmarł 28 lipca na skutek obrażeń odniesionych w wypadku drogowym

## Rekordy życiowe
- Bieg na 300 metrów (hala) – 32,32 (2010)
- Bieg na 400 metrów (stadion) – 45,32 (2014)
- Bieg na 400 metrów (hala) – 45,03 (2010)